# Werner Greub
Werner Hildbert Greub, originalmente Graeub (Feldkirch, Vorarlberg, 1925 – 1991) foi um matemático suíço, que trabalhou com álgebra linear e geometria diferencial.

## Vida e obra
Greub obteve um doutoradoem 1949 na Universidade de Heidelberg com a tese Die semilinearen Abbildungen. Foi Privatdozent na Universidade de Zurique. Em 1960 foi para os Estados Unidos e em 1962 para a Universidade de Toronto. Nesta época mudou seu nome de família para Greub.
Greub escreveu uma monografia sobre álgebra linear na série Grundlehren der mathematischen Wissenschaften e um livro-texto em três volumes sobre geometria diferencial com Ray Vanstone e Stephen Halperin

## Obras
- Die Semilinearen Abbildungen, Sitzungsberichte der Heidelberger Akademie der Wissenschaften 1950 (Dissertation)
- Lineare Algebra, Grundlehren der mathematischen Wissenschaften, Springer Verlag, 1958, 3. Auflage 1967 (em inglês: Linear Algebra)
- Multilinear Algebra, Springer Verlag, 1967, Universitext 1978
- Lineare Algebra, Heidelberger Taschenbücher, Springer Verlag 1976
- com Stephen Halperin, Ray Vanstone: Connections, Curvature and Cohomology, 3 Volumes (Volume 1: De Rham Cohomology of Manifolds and Vector Bundles, Volume 2 Lie Groups, Principal Bundles and Characteristic Classes, Volume 3 Cohomology of principal bundles and homogeneous spaces), Academic Press 1972, 1973, 1976